# Golden Gloves
Golden Gloves is een Amerikaanse dramafilm uit 1940 onder regie van Edward Dmytryk en Felix E. Feist.

## Verhaal
Bill Crane is een getalenteerde amateurbokser. Hij wordt bijgestaan door de sportverslaggever Wally Matson en door zijn vriendin Mary Parker. Hij zal het in de boksring opnemen tegen Pete Wells.

## Rolverdeling
| Acteur          | Personage      |
| --------------- | -------------- |
| Richard Denning | Bill Crane     |
| Jeanne Cagney   | Mary Parker    |
| J. Carrol Naish | Joe Taggerty   |
| Robert Paige    | Wally Matson   |
| William Frawley | Emory Balzar   |
| Edward Brophy   | Potsy Brill    |
| Robert Ryan     | Pete Wells     |
| George Ernest   | Joey Parker    |
| David Durand    | Gumdrop Wilbur |
| James Seay      | Jimmy          |
| Sidney Miller   | Sammy Sachs    |
| Alec Craig      | MacDonald      |